# Habrotrocha elliptica
Habrotrocha elliptica är en hjuldjursart som beskrevs av Bartos 1963. Habrotrocha elliptica ingår i släktet Habrotrocha och familjen Habrotrochidae. Inga underarter finns listade i Catalogue of Life.